# Parlamentul Belgiei

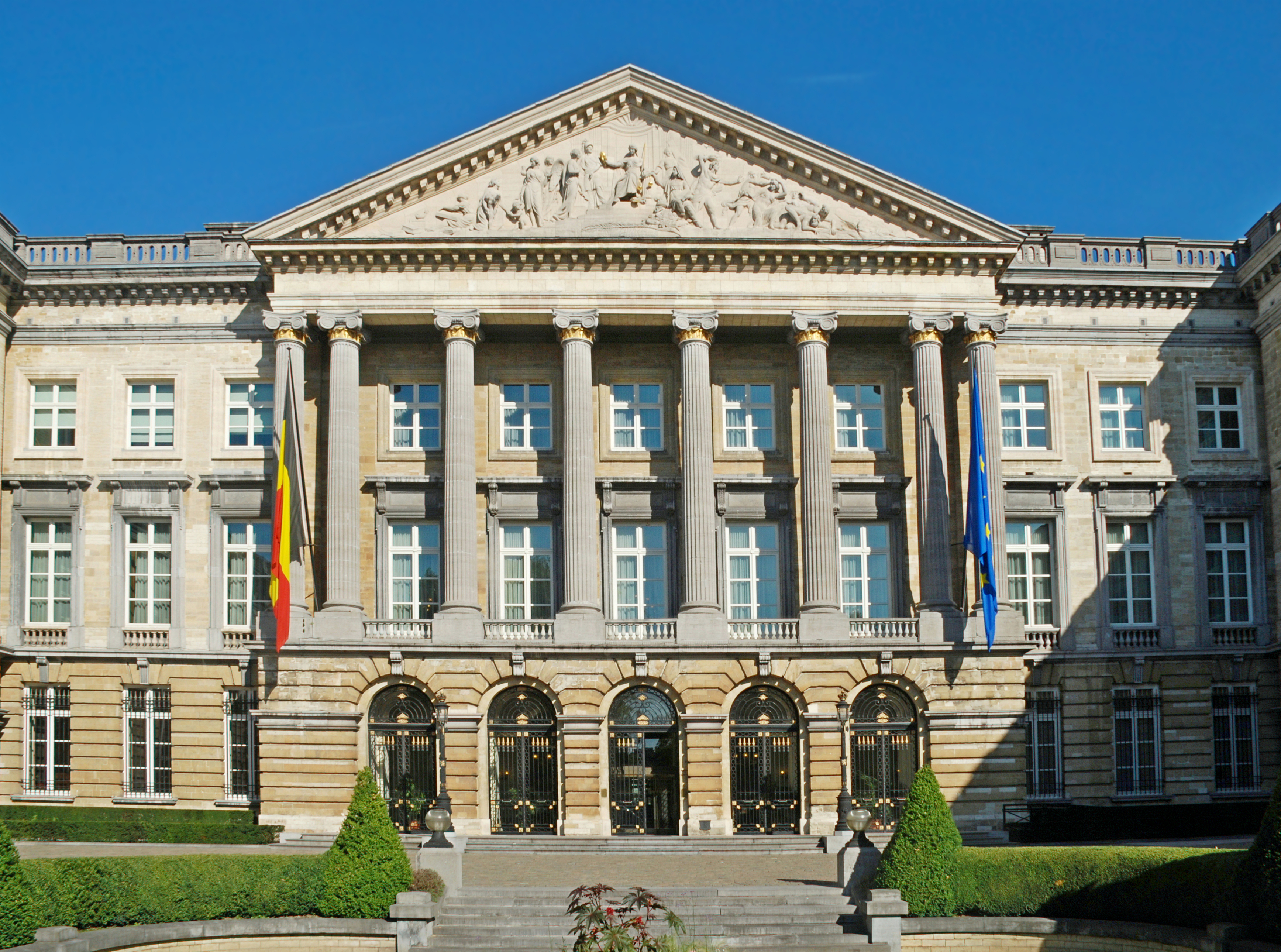
Sediul Parlamentului

Parlamentul federal belgian este bicameral format din Senat (neerlandeză Senaat, franceză Sénat, germană Senat) și Camera Reprezentanților (neerlandeză Kamer van Volksvertegenwoordigers, franceză Chambre des Représentants, germană Abgeordnetenkammer). Lucrările parlamentului se desfășoară în Palatul Națiunii, situat în centrul Bruxelles-ului în vecinătatea Palatului Regal.

## Camera Reprezentanților
Camera inferioară este formată din 150 reprezentanți aleși în 11 circumscripții electorale, prin vot proporțional. Camera Reprezentanților este camera "politică" a parlamentului, camera cere discută și votează majoritate legilor, bugetul și acordă, sau retrage, încrederea în guvern.
Circumscripțiile sunt divizate conform frontierei lingvistice: 5 în Flandra (79 locuri), 5 în Valonia (49 locuri) și un district bilingv Bruxelles-Halle-Vilvoorde (22 locuri). Circumscripțiile corespund provinciilor, cu excepția circumscripției Louvain (parte din provincia Brabantul Flamand) și Bruxelles-Halle-Vilvoorde. Fiecare circumscripție are alocat un număr de locuri proporțional cu populația, între 4 locuri pentru Luxemburg și 24 pentru Anvers. Cu excepția circumscripțiilor Louvain și Bruxelles-Halle-Vilvoorde, pragul electoral este de 5%. Toate circuscripțiile sunt monolinguale în sensul că doar partidele regionale pot porpune candidați. Singura excepție este circumscripția Bruxelles-Halle-Vilvoorde care conține cele 18 comune din Regiunea Capitalei Bruxelles și 35 comune neerlandofone din Brabantul Flamand din care 6 sunt comune cu facilități pentru francofoni. Pentru a fi eligibil, un candidat trebuie să fie cetățean belgian rezident și cu o vârstă peste 21 ani.
Rezultatul alegerilor din 10 iunie 2007 pentru Camera Reprezentanților:
|                           | CD&V – N-VA               | 1,234,950 | +162,802 | 18.51%  | +2.20% | 30  | +8 |
|                           | MR                        | 835,073   | +86,121  | 12.52%  | +1.12% | 23  | −1 |
|                           | Vlaams Belang             | 799,844   | +38,437  | 11.99%  | +0.40% | 17  | −1 |
|                           | Open VLD                  | 789,455   | −219,768 | 11.83%  | −3.53% | 18  | −7 |
|                           | PS                        | 724,787   | −131,205 | 10.86%  | −2.16% | 20  | −5 |
|                           | Sp.a – Spirit             | 684,390   | −295,360 | 10.26%  | −4.65% | 14  | −9 |
|                           | cdH                       | 404,077   | +44,417  | 6.06%   | +0.59% | 10  | +2 |
|                           | Ecolo                     | 340,378   | +139,260 | 5.10%   | +2.04% | 8   | +4 |
|                           | List Dedecker             | 268,648   | +268,648 | 4,03%   | +4,03% | 5   | +5 |
|                           | Verzi!                    | 265,828   | +103,623 | 3.98%   | +1.51% | 4   | +4 |
|                           | FN                        | 131,385   | +1,373   | 1.97%   | −0.01% | 1   | ±0 |
|                           | Alții                     | 192,545   | —        | 2.89%   | —      | —   | —  |
| Total (participare 91.0%) | Total (participare 91.0%) | 6,671,360 |          | 100.00% |        | 150 |    |
| Sursa: Verkiezingen 2007. |                           |           |          |         |        |     |    |

## Senatul
Senatul este format din 71 de membri: 40 de membri aleși prin vot direct, 21 reprezentanți ai comunităților și 10 membri cooptați. Membrii majori ai familiei regale care sunt în lista de succesiune la tron sunt senatori de drept. Acesta are competențe în chestiuni pe termen lung și are drept de vot identic cu Camera în chestiuni constituționale și de ratificare a tratatelor internaționale. 
Senatorii aleși, 25 flamanzi și 15 francofoni, sunt aleși în mod direct în trei circumscripții naționale. Din reprezentanții comunităților, 10 sunt aleși de comunitatea flamandă, 10 de comunitatea franceză și 1 de comunitatea germanofonă. Senatorii cooptați sunt 10 membri aleși de primele două grupuri de senatori. Regulile de eligibilitate sunt aceleași ca și cele pentru membrii Camerei Reprezentanților. 
Senatorii de drept sunt actualmente copiii monarhului Albert II, membrii majori ai familiei regale care sunt eligibili pentru a urca pe tron. Teoretic aceștia pot vota, dar deoarece familia regală trebuie să fie neutră aceștia nu votează și nu sunt socotiți la numărătoarea de cvorum.
Rezultatul alegerilor din 10 iunie 2007 pentru Senat:
|                           | CD&V – N-VA               | 1,287,389 | +254,267 | 19.42%  | +3.65% | 9  | +3 |
|                           | Open VLD                  | 821,980   | −185,888 | 12.40%  | −2.98% | 5  | −2 |
|                           | MR                        | 815,755   | +19,998  | 12.31%  | +0.16% | 6  | +1 |
|                           | Vlaams Belang             | 787,782   | +45,842  | 11.89%  | +0.57% | 5  | ±0 |
|                           | PS                        | 678,812   | −162,096 | 10.24%  | −2.60% | 4  | −2 |
|                           | Sp.a – Spirit             | 665,342   | −348,218 | 10.04%  | −5.43% | 4  | −3 |
|                           | cdH                       | 390,852   | +28,147  | 5.90%   | +0.36% | 2  | ±0 |
|                           | Ecolo                     | 385,466   | +176,598 | 5.82%   | +2.63% | 2  | +1 |
|                           | Verzi!                    | 241,151   | +80,127  | 3.64%   | +1,18% | 1  | +1 |
|                           | List Dedecker             | 223,992   | +223,992 | 3.38%   | +3.38% | 1  | +1 |
|                           | FN                        | 150,461   | +3,156   | 2.27%   | +0,02% | 1  | ±0 |
|                           | Alții                     | 179,145   | —        | 2.69%   | —      | —  | —  |
| Total (participare 91.1%) | Total (participare 91.1%) | 6,628,127 |          | 100.00% |        | 40 |    |
| Sursa: Verkiezingen 2007. |                           |           |          |         |        |    |    |

## Camerele reunite
Camerele Reunite (neerlandeză Verenigde Kamers, franceză Chambres Réunies) este numele dat corpului creat cu ocazia ședințelor comune ale celor două camere. Acestea se reunesc în anumite condiții enumerate în Constituție: depunerea jurământului de către Rege, declararea unei regențe. Ultima reuniune a avut loc pe data de 9 august 1993 cu ocazia depunderii jurământului de către actualul monarh.